# Antoine-Jean Coquebert de Montbret
Pour les articles homonymes, voir Coquebert.
Antoine-Jean Coquebert de Montbret (Paris, 1753 - Amiens, 6 avril 1825) est un entomologiste français. 

## Biographie
Il est issu d'une vieille famille rémoise des Coquebert qui donna des lieutenants des habitants à la ville. Cette branche s'en différencie en ajoutant le nom de Monbret.  
Il est le fils de Jean-François, correcteur ordinaire de la chambre des comptes de Paris qui a épousé en 1752 Geneviève Eugénie Hazon, le frère aîné de Charles Coquebert de Montbret (1755-1831) et d'Antoine Romain Coquebert de Montbret (1767-1829). 
Il est auditeur à la chambre des comptes de Paris (1780), puis conseiller à la cour d'appel d'Amiens.
Il est l'auteur de Illustratio iconographica insectorum quae in musaeis parisinis observavit et in lucem edidit Joh. Christ. Fabricius, praemissis ejusdem descriptionibus; accedunt species plurimae, vel minus aut nondum cognitae, Paris: P. Didot, 1799-1804 et illustra des planches du Muséum national d'histoire naturelle de Paris, les insectes apparaissant dans un encadré. 
Il épouse sa cousine Simone Rose Coquebert de Romain le 8 avril 1788 (1770-1791) en l'église paroissiale de Romain ; il se remarie le 15 juillet 1800 avec Marie-Henriette Coquebert, sœur de Simone ; celle-ci était la veuve de Sanson Marie le Scellier officier de dragons. De leur union sont nés Charlotte-Octavie mariée en 1802 à Charles Doé en 1825 et Gustave né en 1804.